# Терк (село)
Терк (осет. Бийыхъæу, ингуш. ДӀаьха Къух) — упразднённое в  2008 году село в Республике Северная Осетия-Алания, входило в состав городского округа город Владикавказ. Являлось административным центром Теркской администрации сельских поселений.

## География
Располагалось на правом берегу реки Терек в 6 км к югу от микрорайона Южный города Владикавказ.

## История
О времени основания ингушского селения Длинная Долина (ингуш. ДӀаьха Къух) нет точных данных. Из архивных документов известно, что ещё 1865 году из данного селения царской администрацией были выселены жители ингушских фамилий Хаматхановы и Цуровы. В 1914 году селение входило в состав Джераховского общества 3-го участка Назрановского округа Терской области. В 1926 году являлся административным центром Джераховского сельского совета Пригородного района Ингушской автономной области. После депортации ингушского населения в 1944 году передано в состав Северо-Осетинской АССР. Указом ПВС РСФСР от 22.05.1944 г. село Длинная Долина переименовано в Терк (от осетинского названия реки Терек).
После 1957 года ингушское население вернулось в село. К началу осетино-ингушского конфликта представляло собой населённый пункт со смешанным ингушско-осетинским населением. По сведениям правозащитного центра «Мемориал» в 1992 году входе конфликта было разрушено 290 домов или 80 % жилых строений села.
В 1996 году Правительство Республики Северная Осетия-Алания включило территорию сёл Терк, Южный, Балта и Редант-II в зону I пояса строгого режима санитарной охраны источников питьевого водоснабжения. А в 1998 году приняло решение отселить жителей данных селений. В 2008 году село официально упразднено..

## Население
По данным на 1915 г. на хуторе проживало 583 человека. По переписи 1926 года хутор Длинная Долина состоял из 165 дворов, в которых проживало 794 человека (422 мужчины и 372 женщины), моноэтнический ингушский хутор. По некоторым сведениям к началу осетино-ингушского конфликта население села составляло 1994 человека. По переписи 2002 года население села составляло 245 человек, в основное осетины (96 %).